# Amt Braunsbach
Das Amt Braunsbach (auch Kellerei Braunsbach oder Rittergut Braunsbach) war ein Amt des Domkapitel des Bistums Würzburg und des Fürstentums Hohenlohe-Jagstberg  in Braunsbach.

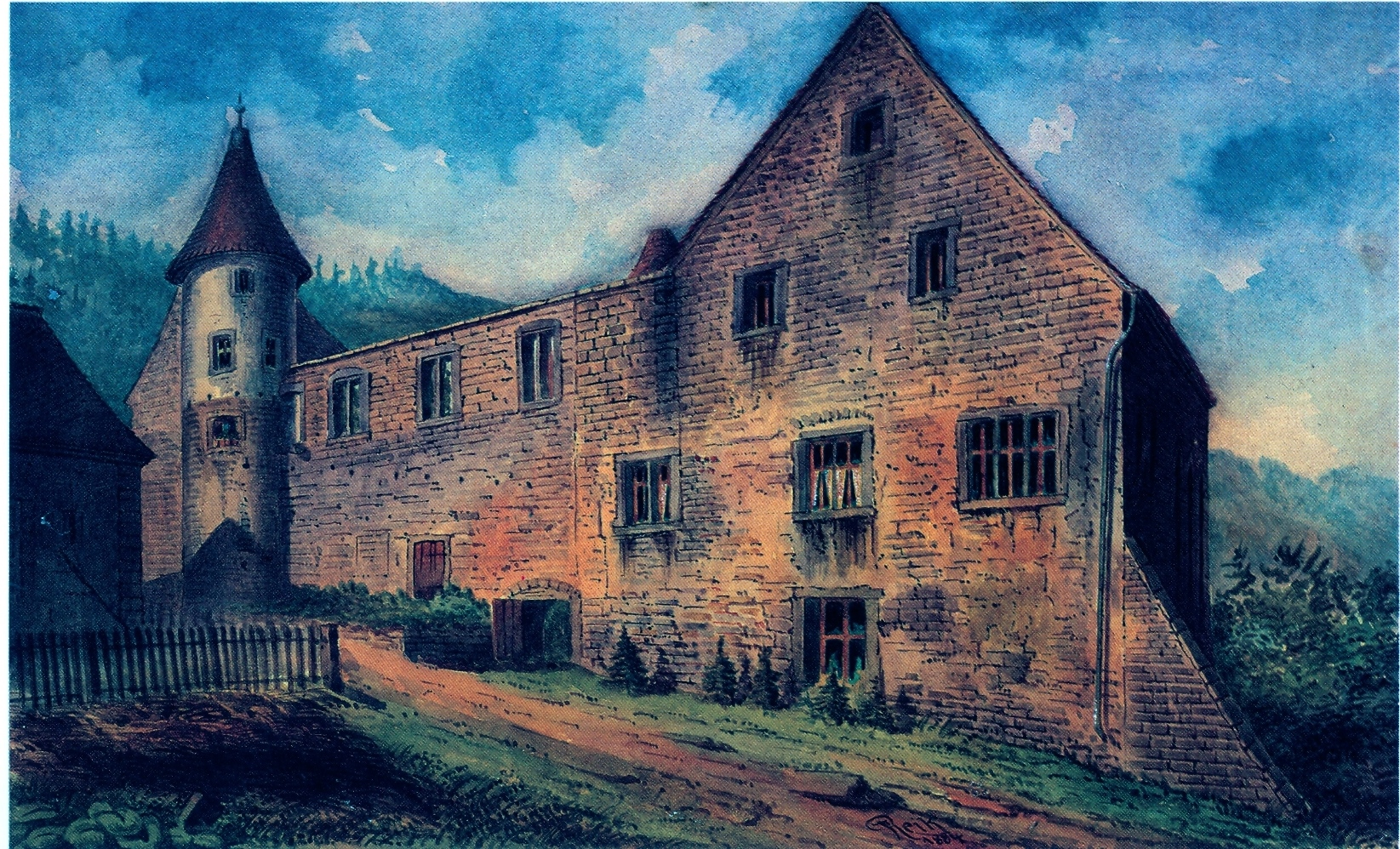
Schloss Braunsbach, Amtssitz, Bild von Johann Friedrich Reik (1836–1904)

## Geschichte
Kern des kleinen Amtes war Burg bzw. Schloss Braunsbach. Die Ortsherren waren im Mittelalter limpurgische und hohenlohische Lehensleute verschiedener Geschlechter. Albrecht von Crailsheim zu Morstein erbte im Jahr 1549 das Schloss Braunsbach von seinem Schwiegervater Heinrich Spieß. Der Besitz blieb bis zum kinderlosen Tod von Wolfgang von Crailsheim 1637 im Eigentum der Familie. Erbin wurde Helene von Stetten. Nach deren Tod 1674 wurde der Besitz an das Würzburger Domkapitel verkauft. Dieses richtete zur Verwaltung eine Kellerei ein.
Nach dem Reichsdeputationshauptschluss 1803 ging der Besitz an Hohenlohe-Jagstberg und später an das Königreich Württemberg über.

## Umfang
Das Amt umfasste beim Übergang an Hohenlohe Schloss und Ort Braunsbach, den Schaalhof, das Patronatsrecht der Pfarrei Braunsbach, jeweils ein Fünftel der ganerblichen Orte Obersteinach und Sandelsbronn (die anderen Ganerben waren Hohenlohe-Kirchberg und der Deutsche Orden) sowie einige vogteiliche Untertanen und Gefälle in Nachbarorten.